# Peter Radojewski
Peter Radojewski (* 18. November 1968 in Gießen) ist ein ehemaliger deutscher Fußballspieler und aktueller -trainer.

## Leben
Von 1987 bis 1990 spielte der Stürmer für seinen Verein Fortuna Düsseldorf in der 2. Fußball-Bundesliga und kam auf insgesamt zehn Spiele und ein Tor. Mit der Fortuna stieg er 1988/89 als Zweitligameister in die Bundesliga auf. In der Winterpause der Saison 1989/90 wechselte er zum Ligakonkurrenten Hannover 96, wo er in 15 Rückrundenspielen drei Treffer erzielte. In der Saison 1993/94 stand er bei Rot-Weiß Oberhausen in der Oberliga Nordrhein unter Vertrag, danach beim 1. FC Union Solingen.
Mit der deutschen U-16-Nationalmannschaft nahm er 1985 an der U-16-WM teil und wurde Vizeweltmeister.
Nach dem Ende seiner Spielerlaufbahn war Radojewski zunächst Geschäftsführer beim SV Bayer Wuppertal. Als Jugendtrainer begann er schließlich ein Engagement beim Wuppertaler SV (U15/U17). Nach einem Jahr als Co-Trainer der Reservemannschaft unter Ayhan Tumani war er ab 2008 Cheftrainer der 2. Mannschaft des WSV. Im Frühjahr 2010 übernahm er interimsmäßig für zwei Monate die abstiegsbedrohte erste Mannschaft, konnte den Abstieg aus der 3. Fußball-Liga aber nicht verhindern. Danach kehrte er auf seinen Posten bei der WSV-Reserve zurück. Im Januar 2013 übernahm Radojewski erneut die erste Mannschaft in der Regionalliga West und wurde im April entlassen. Nach dem Rückzug des Wuppertaler SV in die Oberliga wurde er zurückgeholt und als Cheftrainer für die Spielzeit 2013/14 vorgestellt. Am 16. Februar 2014 wurde er nach einer 1:3-Niederlage gegen die Sportfreunde Baumberg erneut entlassen. Nur einen Monat später wurde er als neuer Trainer des Oberligakonkurrenten Ratingen 04/19 vorgestellt. Im September 2016 wurde er in Ratingen entlassen. Einen Monat später übernahm er den Trainerposten beim Ligakonkurrenten Cronenberger SC. Mit dem Verein stieg er 2018 aus der Oberliga ab und 2019 wieder auf. Vom 1. Juli 2020 bis November 2021 war er Cheftrainer beim Oberligisten SC Velbert.
Zur Saison 2022/23 wurde er Cheftrainer des Bezirksligisten SSV Germania Wuppertal und betreute das Team für zwei Spielzeiten. Zum 1. Juli 2024 übernahm Radojewski den Trainerposten beim Regionalligisten SSVg Velbert.
Radojewski ist verheiratet und hat zwei Kinder.